# Chappal Waddi
Chappal Waddi („Todesberg“), auf der Grenze des nigerianischen Bundesstaats Taraba zur kamerunischen Provinz Adamaoua, ist mit 2419 m der höchste Berg im Mambilla-Plateau und des westafrikanischen Staates Nigeria.
Der Berg liegt am Südrand des nigerianischen Gashaka-Gumti-Nationalparks und gehört auf nigerianischer Seite zum Gashaka Forest Reserve. Sein Gipfel erhebt sich etwa 33 km nordnordwestlich der Ortschaft Banjo (Kamerun) und 44 km (jeweils Luftlinie) südöstlich der im Nationalpark gelegenen Ortschaft Gashaka (Nigeria).